# Гадючий лук незамеченный
Гадю́чий лук незаме́ченный (лат. Muscári negléctum) — многолетнее травянистое растение; вид рода Гадючий лук (Muscari) семейства Спаржевые (Asparagaceae).

## Ботаническое описание

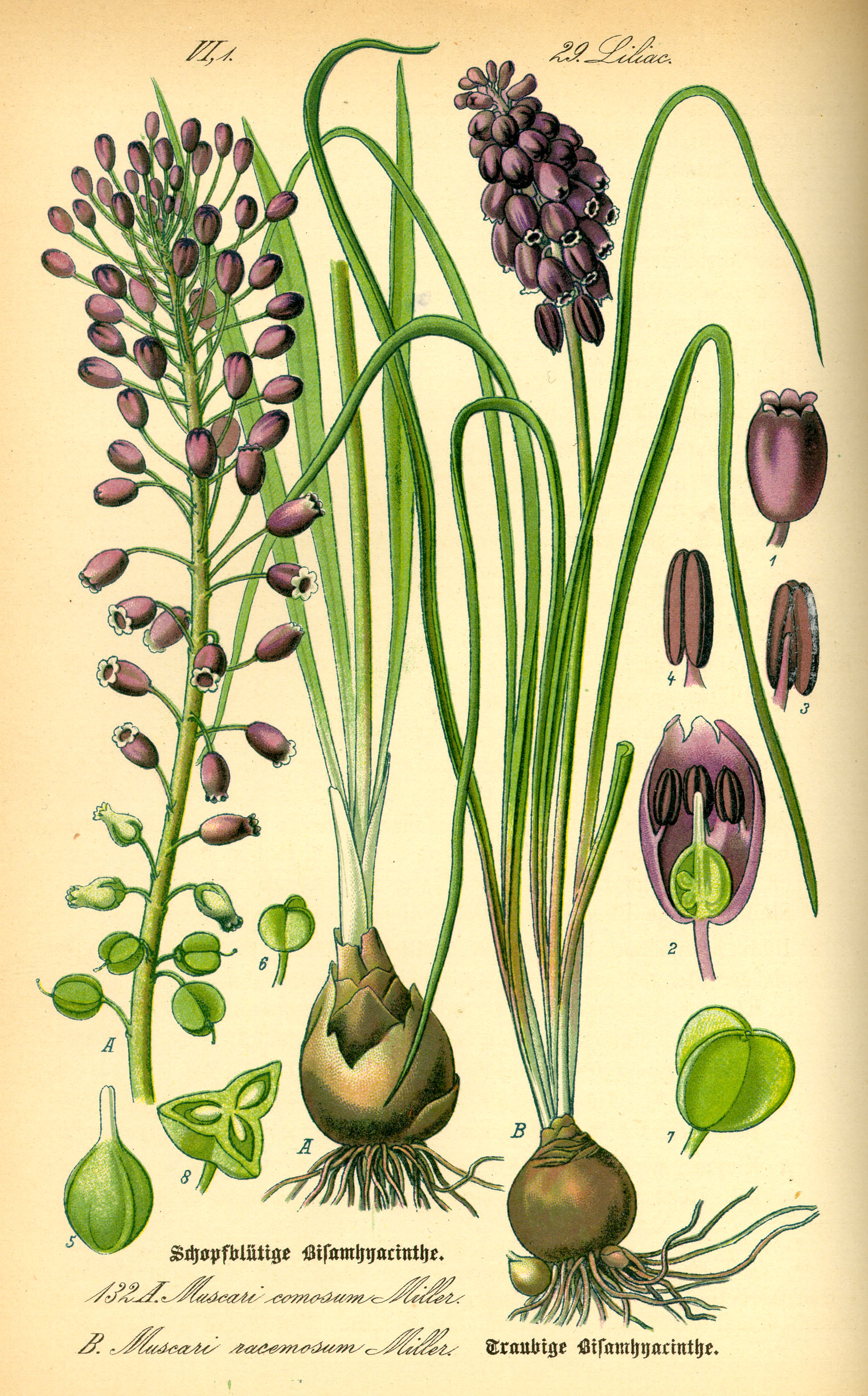
Гадючий лук незамеченный (под буквой B).

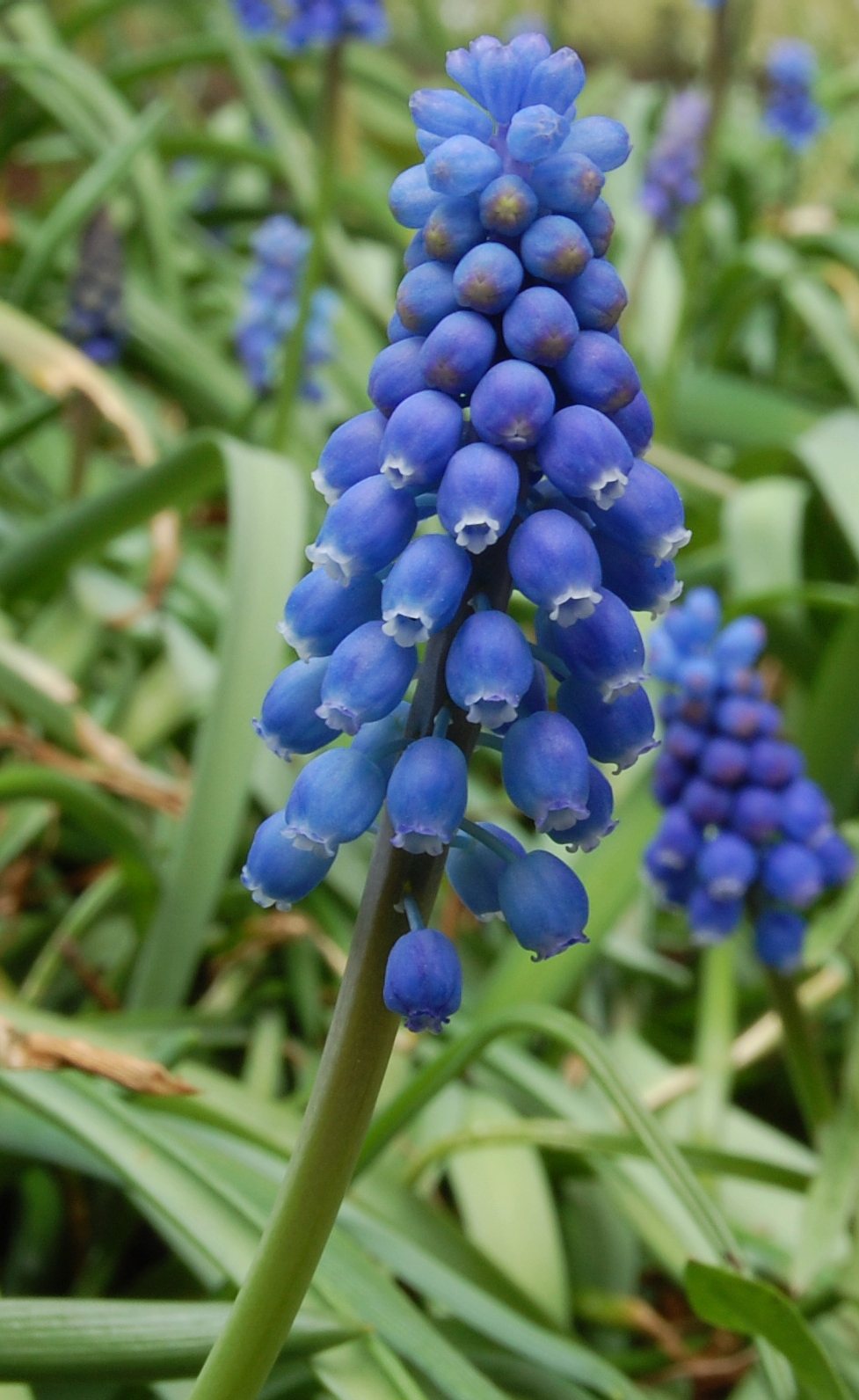
Соцветие

Многолетнее луковичное поликарпическое растение, луковица яйцевидная, 1,5—2,5 см в диаметре.
Листья (от 2 до 6) узколинейные, 2—3 мм шириной, кверху немного расширенные и сводообразные, с обратной стороны бороздчатые, до 15 см длиной.
Соцветие кистевидное, 2—3 см длиной, продолговато-яйцевидное, довольно густое, многоцветковое; стерильные цветки почти сидячие, овально-трубчатые, синие; плодущие цветки на коротких цветоножках, продолговато-эллиптические, к основанию слегка суженные, несколько бороздчатые, тёмно-синие, 7 мм длиной, 3,5 мм шириной; зубцы округлые, сильно отогнутые, белые только до отгиба. Тычинки в числе шести.
Плод — угловатая коробочка с округлыми рёбрами, книзу суженная, сверху слегка сердцевидная. Семена морщинистые, чёрные.
Растение характерно своим развитием — сначала растёт стрелка с бутонами, потом появляются листья, которые не превышают цветонос.

## Распространение и местообитание
Встречается на Украине, в Молдавии, в Центральной и Атлантической Европе, Средиземноморье, на Кавказе, в Малой Азии, Иране, на юге и юго-востоке США.
В России произрастает рассеянно в лесостепной и степной зонах европейской части (Брянская, Тамбовская, Воронежская, Ростовская, Волгоградская, Курская области) и в Предкавказье.
Произрастает по степным склонам балок, среди кустарников, по лугово-степным участкам. Экологическому оптимуму вида соответствуют травянистые склоны балок, опушки нагорно-байрачных лесов, заросли степных кустарников. Легко размножается вегетативно с помощью дочерних луковиц. Придаточные луковички обычно развиваются в большом количестве; в связи с этим иногда растения занимают значительные площади. Мезофит, эфемероид, энтомофил, баллистохор.

## Синонимика

### Синонимы научного латинского названия
По данным The Plant List на 2010 год, в синонимику вида входят:
- Botryanthus atlanticus (Boiss. & Reut.) Nyman
- Botryanthus breviscapus Tod.
- Botryanthus granatensis (Freyn) Nyman
- Botryanthus mandraliscae Lojac.
- Botryanthus mordoanus (Heldr.) Nyman
- Botryanthus neglectus Guss. ex Ten. Kunth
- Botryanthus odorus Kunth nom. illeg.
- Botryanthus racemosus (L.) Fourr.
- Botryanthus saulii Jaub. & Spach
- Botryanthus speciosus (Marches.) Nyman
- Botryanthus strangwaysii (Ten.) Kunth
- Etheiranthus jacquinii Kostel.
- Eubotrys odorata Raf. nom. illeg.
- Hyacinthus juncifolius Lam. nom. illeg.
- Hyacinthus neglectus (Guss. ex Ten.) E.H.L.Krause
- Hyacinthus racemosus L.
- Leopoldia neumayeri Heldr.
- Muscari atlanticum Boiss. & Reut.
- Muscari bootanense Griff.
- Muscari bootanensis Griff.
- Muscari breviscapum (Tod.) N.E.Br.
- Muscari bucharicum Regel
- Muscari compactum Baker
- Muscari dolioliforme Sobko
- Muscari elwesii Baker
- Muscari flaccidum O.Schwarz
- Muscari fontqueri Sennen
- Muscari granatense Freyn
- Muscari grandifolium Baker
- Muscari grossheimii Schchian
- Muscari letourneuxii Boiss.
- Muscari leucostomum Woronow
- Muscari macranthum Freyn
- Muscari mordoanum Heldr.
- Muscari neumayeri (Heldr.) Boiss.
- Muscari nivale Stapf
- Muscari odoratum Montandon
- Muscari populeum Braun-Blanq. & Maire
- Muscari racemosum (L.) Medik. nom. illeg.
- Muscari racemosum Lam. & DC.
- Muscari skorpili Velen.
- Muscari speciosum Marches.
- Muscari strangwaysii Ten.
- Muscari szovitsianum Rupr. ex Boiss. nom. illeg.
- Muscari vandasii Velen.
- Scilla suaveolens Salisb. nom. illeg.

### Синонимы русского названия
В русском языке приняты следующие синонимы: Мышиный гиацинт незамеченный, Гадючий лук кистистый, Гадючий лук пренебрегаемый, Мускари кистистый, Мускари незамеченный, Мускари пренебрегаемый, Мышиный гиацинт кистистый, Мышиный гиацинт пренебрегаемый.

## Охранный статус

### В России
В России вид входит в многие Красные книги субъектов Российской Федерации: Белгородская, Волгоградская, Курская и Ростовская области.
Растёт на территории Кабардино-Балкарского высокогорного заповедника.

### На Украине
Решением Луганского областного совета № 32/21 от 03.12.2009 г. входит в «Список регионально редких растений Луганской области».
Входит также в Красные книги либо охраняется в соответствии с решениями областных советов на территориях Донецкой, Полтавской, Сумской и Харьковской областей.